# 大花双参
大花双参（学名：Triplostegia grandiflora）为川续断科双参属下的一个种。种名grandiflora意为“大花的”。